# 新国訳大蔵経
新国訳大蔵経（しんこくやくだいぞうきょう）とは、大蔵出版が出版している大乗仏教の漢訳大蔵経を日本語訳した大蔵経（一切経）の1つ。
大正新脩大蔵経を底本とし、その中から主要な仏典を選んで編纂・日本語訳している。

## 構成
インド撰述部が1993年から刊行され、52巻が出版されている（2024年現在）。2011年からは中国撰述部の刊行も開始され、7巻が出版されている（2024年現在）。
- インド撰述部 --- 既刊52巻53冊
  - 1. 阿含部 --- 5巻（1-5）
    - 1-1. 長阿含経 I
    - 1-2. 長阿含経 II
    - 1-3. 長阿含経 III、尸迦羅越六方礼経
    - 1-4. 雑阿含経 I
    - 1-5. 雑阿含経 II

  - 2. 本縁部 --- 4巻（1-2, 4-5）
    - 2-1. 太子瑞応経、仏所行讃
    - 2-2. 撰集百縁経
    - 2-4. 法句経
    - 2-5. 法句譬喩経

  - 3. 般若部（-）
  - 4. 法華部 --- 2巻（1-2）
    - 4-1. 無量義経、法華経(上)
    - 4-2. 法華経(下)、観普賢経

  - 5. 華厳部 --- 1巻（4）
    - 5-4. 十住経、兜沙経、菩薩本業経、文殊師利発願経

  - 6. 涅槃部 --- 5巻（1-5）
    - 6-1. 大般涅槃経（南本）I
    - 6-2. 大般涅槃経（南本）II
    - 6-3. 大般涅槃経（南本）III
    - 6-4. 大般涅槃経（南本）IV
    - 6-5. 大般泥洹経、涅槃経後分

  - 7. 浄土部 (宝積・大集・経集) --- 1巻（3）
    - 7-4. 阿閦仏国経、弥勒下生経、弥勒上生経、弥勒大成仏経、薬師本願経、薬師本願功徳経、薬師七仏本願功徳経

  - 8. 如来蔵・唯識部 --- 1巻（1）
    - 8-1. 央掘魔羅経、勝鬘経、如来蔵経、不増不減経

  - 9. 文殊経典部 --- 2巻（1-2）
    - 9-1. 大方広宝篋経、阿闍世王経、文殊師利問経
    - 9-2. 維摩経、思益梵天所問経、首楞厳三昧経

  - 10. 禅定経典部 --- 1巻（2）
    - 10-2. 坐禅三昧経、達摩多羅禅経、虚空蔵菩薩経、成具光明定意経、稲芉経、治禅病秘要法

  - 11. 諸経部 --- 2巻（1-2）
    - 11-1. 宝星陀羅尼経
    - 11-2. 地蔵十輪経

  - 12. 密教部 --- 6巻（1-4, 6-7）
    - 12-1. 大日経
    - 12-2. 蘇悉地経、蘇婆子童子経、十一面神呪経
    - 12-3. 守護国界主陀羅尼経
    - 12-4. 金剛頂経、理趣経、十八会指帰、不空羂索神呪心経、一字頂輪王経、底哩三昧耶経、受菩提心戒儀
    - 12-6. 分別聖位経、法華儀軌、大方等陀羅尼経
    - 12-7. 要略念誦経、諸仏境界摂真実経、真実摂大乗現証大教王経、蕤呬耶経、無畏三蔵禅要

  - 13. 律部 --- 2巻（7,10）
    - 13-7. 四分律比丘戒本、四分比丘尼戒本
    - 13-10. 毘尼母経

  - 14. 釈経論部 --- 9巻（10冊）（11上下-19）
    - 14-11 (上下). 金剛仙論
    - 14-12. 十住毘婆沙論 I
    - 14-13. 十住毘婆沙論 II
    - 14-15. 大宝積経論
    - 14-16. 十地経論 I
    - 14-17. 十地経論 II
    - 14-18. 法華経論、無量寿経論
    - 14-19. 能断金剛般若波羅蜜多経論釈

  - 15. 毘曇部 --- 4巻（1-2, 6-7）
    - 15-1. 発智論 I
    - 15-2. 発智論 II
    - 15-6. 成実論 I
    - 15-7. 成実論 II

  - 16. 中観部 --- 2巻 (1-2)
    - 16-1. 中論(上)
    - 16-2. 中論(下)

  - 17. 瑜伽・唯識部 --- 2巻（11-12）
    - 17-11. 摂大乗論釈
    - 17-12. 大乗荘厳経論

  - 19. 論集部 --- 3巻（1-2, 5）
    - 19-1. 宝性論、法界無差別論
    - 19-2. 仏性論、大乗起信論
    - 19-5. 解脱道論

- 中国撰述部 --- 既刊7巻
  - 1-1. 【華厳宗部】華厳五教章（宋本）、金師子章、法界玄鏡
  - 1-2. 【法華・天台部】法華玄義 I
  - 1-3. 【史伝部】続高僧伝 I
  - 1-4. 【法華・天台部】法華玄義 II
  - 1-5. 【法華・天台部】法華玄義 III
  - 1-6. 【禅宗部】法眼録、無門関
  - 1-7. 【禅宗部】六祖壇経、臨済録